# Zabrachia yuccae
Zabrachia yuccae is een vliegensoort uit de familie van de Stratiomyidae. De wetenschappelijke naam van de soort is voor het eerst geldig gepubliceerd in 1965 door James.